# سلسلة جبال كونغوي ألا-تو
كونغوي آلا-تو (بالقرغيزية: Күңгөй Ала-Тоо)، (بالقازاقية: Күнгей Алатау) هي جزء من جبال تيان شان، وتقع في شمال قرغيزستان وتمتد على طول الحدود الجنوبية لبحيرة إيسيك كول، يفصلها عن سلسلة تيرسكي آلا-تو، الواقعة إلى الجنوب، وادٍ عريض يضم بحيرة إيسيك كول.
وتهجئتها على النحو التالي كونجي ألاتاو، وهي عبارة عن امتداد شمالي جبال تيان شان. طوله حوالي 280 كم وتمتد من بوم Boom Gorge إلى كيجين - وادي كاركيرين. أعلى ارتفاع في هذه السلسة هي Peak Chok Tal بارتفاع 4470م.